# Jannes Coessens
Jannes Coessens (2 december 1999) is een Belgisch acteur. Hij studeerde af op Lemmens drama (secundair onderwijs) Leuven in juni 2017. Van september 2017 tot juni 2019 studeerde hij "Theater literatuur en filmwetenschappen" aan de universiteit van Antwerpen. Vanaf september 2019 studeerde hij muziektheater aan het Codarts in Rotterdam, in 2023 is hij afgestudeerd. Sinds 2023 werkt hij als gastheer in Restaurant Putaine in Rotterdam.

## Televisie
In 2012 deed Jannes audities voor de televisieserie Thuis. Datzelfde jaar werd een nieuw gezin in de serie geïntroduceerd. Jannes speelde Stan Van Damme, die soms Stanneman wordt genoemd. Hij is de zoon van dokter Judith Van Santen (gespeeld door Katrien De Ruysscher) en de overleden Kurt Van Damme (gespeeld door Dries Vanhegen) en de broer van Emma Van Damme (gespeeld door Elise Roels).
Op 22 maart 2019 (Afl.4594) werd Stan voor de laatste keer gespeeld door acteur Jannes Coessens. Want sinds 25 april 2019 werd zijn rol vertolkt door acteur Lennart Lemmens, omdat Jannes zijn studies niet meer kon combineren met zijn job bij Thuis.

## Filmografie
- 2012-2019: Thuis